# Gebrauchsmusterlöschungsverfahren
Das Gebrauchsmusterlöschungsverfahren ist ein behördliches Verfahren, das unter bestimmten Voraussetzungen (siehe unten) zur Löschung eines eingetragenen Gebrauchsmusters aus dem beim Deutschen Patent- und Markenamt (DPMA) geführten Register für Gebrauchsmuster, der so genannten Gebrauchsmusterrolle, führen kann, § 17 Abs. 1 Satz 2 Gebrauchsmustergesetz (GebrMG). Das Gebrauchsmuster kann auch teilweise gelöscht werden, § 15 Abs. 3 Satz 1 GebrMG.

## Verfahrensrechtliche Grundlagen

### Antrag
Die (vollständige oder teilweise) Löschung des Gebrauchsmusters erfordert einen diesbezüglichen schriftlichen, d. h. vom Antragsteller oder seinem Rechtsvertreter eigenhändig unterschriebenen, Antrag, § 16 Satz 1 GebrMG. „Der Antrag muss die Tatsachen angeben, auf die er gestützt wird“, Satz 2 der vorgenannten Vorschrift. Der Antragsteller muss also den Löschungsantrag substantiiert begründen. Wenn der Antrag formelle und/oder inhaltliche Mängel aufweist, so führt dies nicht automatisch zur Abweisung der beantragten Löschung. Vielmehr wird das DPMA zuvor bemüht sein, von Amts wegen entsprechend § 139 Abs. 1 Zivilprozessordnung (ZPO) auf eine eindeutige und sachdienliche Antragsformulierung hinzuwirken.

### Zuständigkeit
Die Entgegennahme des Löschungsantrags sowie die Durchführung und Entscheidung des Gebrauchsmusterlöschungsverfahrens obliegt in erster Instanz dem DPMA. Das ergibt sich aus § 16 Satz 1 bzw. § 17 GebrMG.

### Antragsbefugnis

#### Löschungsantragsberechtigung
Befugt, die Löschung eines Gebrauchsmusters zu beantragen, ist grundsätzlich jedermann: Gemäß § 15 Abs. 1 GebrMG hat „jedermann … gegen den als Inhaber Eingetragenen“ unter bestimmten Voraussetzungen (siehe unten) sogar einen Anspruch auf Löschung des Gebrauchsmusters (Popularanspruch). Das Gebrauchsmusterlöschungsverfahren ist also insoweit ein Popularverfahren. Für die Geltendmachung des Löschungsanspruchs bedarf es keines besonderen rechtlichen oder wirtschaftlichen Interesses.

#### Ausnahmen
1. Allerdings kann der Gebrauchsmusterinhaber selbst nicht die Löschung seines eigenen Gebrauchsmusters nach § 15 Abs. 1 GebrMG beantragen.[3] Ihm bleibt nur die Möglichkeit, auf das Gebrauchsmuster und auf etwaige, in der Vergangenheit gegen Dritte erwachsene Ansprüche aus dem Gebrauchsmuster zu verzichten.[2]
2. Eine wesentliche Ausnahme vom Popularanspruch auf Gebrauchsmusterlöschung normiert § 15 Abs. 2 GebrMG: Danach steht „im Falle des § 13 Abs. 2 ... nur dem Verletzten ein Anspruch auf Löschung zu“. Es handelt sich hier um die so genannte widerrechtliche Entnahme („Diebstahl“ geistigen Eigentums). § 13 Abs. 2 GebrMG lautet: „Wenn der wesentliche Inhalt der Eintragung den Beschreibungen, Zeichnungen, Modellen, Gerätschaften oder Einrichtungen eines anderen ohne dessen Einwilligung entnommen ist, tritt dem Verletzten gegenüber der Schutz des Gesetzes nicht ein“. Der „Verletzte“ ist der Urheber (Erfinder) (oder dessen Rechtsnachfolger) der von einem anderen widerrechtlich zum Gebrauchsmuster angemeldeten Erfindung.

#### Ausschluss der Antragsbefugnis
Ferner kann unter besonderen Umständen der Antrag auf Gebrauchsmusterlöschung ausgeschlossen sein. Das ist z. B. dann der Fall, wenn zwischen dem Antragsteller und dem Gebrauchsmusterinhaber zuvor eine Nichtangriffsabrede bezüglich des angegriffenen Gebrauchsmusters getroffen worden war. Ein vom Antragsteller gleichwohl gestellter Löschungsantrag muss dann wegen Verstoßes gegen Treu und Glauben (§ 242Bürgerliches Gesetzbuch (BGB)) vom DPMA als unzulässig abgewiesen werden. Unzulässig ist regelmäßig auch der Löschungsantrag des ausschließlichen Lizenznehmers.

### Durchführung des Verfahrens
Das Gebrauchsmusterlöschungsverfahren wird vom DPMA kontradiktorisch durchgeführt. Gemäß § 17 Abs. 1 Satz 1 GebrMG teilt es "dem Inhaber des Gebrauchsmusters den Antrag mit und fordert ihn auf, sich dazu innerhalb eines Monats zu erklären. Widerspricht er nicht rechtzeitig, so erfolgt die Löschung", Satz 2 der vorgenannten Vorschrift. Das (behördliche) Gebrauchsmusterlöschungsverfahren ähnelt also einem Gerichtsprozess. Da es als "einstufiges" kontradiktorisches Verfahren vor dem für alle in dessen Verlauf auftretende Streitpunkte zuständigen DPMA durchgeführt wird, ist ein vorgeschaltetes Gerichtsverfahren, wie es etwa bei der Designlöschung in vielen Fällen erforderlich ist, entbehrlich. Das bedeutet für die Beteiligten, insbesondere für den Löschungsantragsteller, in aller Regel eine Reduzierung des Arbeits- und Kostenaufwands auf einen angemessenen und vertretbaren Umfang.

### Entscheidung
Über den Löschungsantrag entscheidet das DPMA aufgrund mündlicher Verhandlung durch Beschluss, § 17 Abs. 3 Satz 1 GebrMG. "Der Beschluss ist in dem Termin, in dem die mündliche Verhandlung geschlossen wird, oder in einem sofort anzuberaumenden Termin zu verkünden", § 17 Abs. 3 Satz 2 GebrMG. Gemäß Satz 3 der vorgenannten Vorschrift ist der Beschluss "zu begründen, schriftlich auszufertigen und den Beteiligten von Amts wegen zuzustellen". Der Beschluss kann auf Abweisung des Antrags, auf vollständige oder teilweise Löschung oder auf Klarstellung des Gebrauchsmusters lauten. Das DPMA bestimmt darüber hinaus, "zu welchem Anteil die Kosten des Verfahrens den Beteiligten zur Last fallen", § 17 Abs. 4 Satz 1 GebrMG. Bezüglich der hierbei zu beachtenden Einzelheiten verweist § 17 Abs. 4 Satz 2 GebrMG auf § 62 Abs. 2 und § 84 Abs. 2 Satz 2 und 3 des Patentgesetzes (PatG). Gemäß § 17 Abs. 3 Satz 4 GebrMG in Verbindung mit (i. V. m.) § 47 Abs. 2 PatG ist der Beschluss mit einer Rechtsmittelbelehrung zu verbinden.

### Wirkung der Gebrauchsmusterlöschung
Beschließt das DPMA in seiner Entscheidung die Löschung des Gebrauchsmusters, so hat der Beschluss rückwirkende Kraft, d. h. das zu Unrecht eingetragene Gebrauchsmuster gilt von Anfang an (ex tunc) als nicht existent. Die Wirkung des Beschlusses betrifft nicht nur die Verfahrensbeteiligten (Löschungsantragsteller und Gebrauchsmusterinhaber), sondern richtet sich an alle. Ist zum Zeitpunkt der Rechtskraft des Löschungsbeschlusses eine Gebrauchsmusterverletzungsklage anhängig, so muss diese von dem damit befassten ordentlichen Gericht wegen der oben geschilderten Wirkung des Löschungsbeschlusses als unbegründet zurückgewiesen werden. Wird der Löschungsantrag abgewiesen, so erwächst auch diese Entscheidung in materielle Rechtskraft, die allerdings nur zwischen den Parteien des Löschungsverfahrens, nicht aber gegenüber Dritten wirkt.

### Abgrenzung, Unterschiede
Das deutsche und europäische Patentrecht kennen auch das Institut des Einspruchs gegen ein Patent. Das deutsche Patentrecht kennen auch das Institut des Nichtigkeitsklage gegen ein Patent. Materiell werden im Einspruch und der Nichtigkeitsklage im Wesentlichen die gleichen Fragen wie in einem Löschungsantrag diskutiert, aber eben ein Patent betreffend, nicht ein Gebrauchsmuster. Somit ist der Löschungsantrag das einzige förmliche Verfahren, in dem ausdrücklich die Schutzfähigkeit eines Gebrauchsmusters überprüft werden kann.
Einwand der Löschungsreife im Verletzungsverfahren: Im Gebrauchsmusterverletzungsprozess ist es – anders als im Patentverletzungsprozess – zulässig, die mangelnde Schutzfähigkeit des Gebrauchsmusters als Einrede gegen den Vorwurf der Gebrauchsmusterverletzung geltend zu machen, wenn und solange im Löschungsverfahren nicht zwischen den Parteien entschieden wurde, dass das Gebrauchsmuster (mindestens teilweise) aufrechterhalten wird. Das Verletzungsgericht kann dann ggf. die Verletzungsklage mit der Begründung abweisen, dass es das Gebrauchsmuster für nicht schutzfähig (löschungsreif) hält. Dies gilt allerdings nicht mehr, soweit in einem Löschungsantragsverfahren zwischen den gleichen Parteien das Gebrauchsmuster audfrecht erhalten wurde. Dann ist das Verletzungsgericht an diesen Beschluss gebunden (§ 19 GbrMG).

## Rechtsmittel

### Beschwerde
Gegen die Entscheidung(en) im Gebrauchsmusterlöschungsverfahren ist die Beschwerde an das Bundespatentgericht statthaft. Das ergibt sich aus § 18 Abs. 1 GebrMG i. V. m. Abs. 2 dieser Vorschrift. Denn "gegen die Beschlüsse... der Gebrauchsmusterabteilungen findet die Beschwerde an das Patentgericht statt", § 18 Abs. 1 GebrMG. Aus § 18 Abs. 3 GebrMG geht hervor, dass für einen Beschluss, durch den über den Löschungsantrag entschieden wird, die Gebrauchsmusterabteilung zuständig ist. Gemäß § 18 Abs. 3 Satz 1GebrMG entscheidet "über Beschwerden... gegen Beschlüsse der Gebrauchsmusterabteilungen ein Beschwerdesenat des Patentgerichts", und zwar "in der Besetzung mit einem rechtskundigen Mitglied und zwei technischen Mitgliedern", Satz 2 der vorgenannten Vorschrift. "Betrifft die Beschwerde einen Beschluss, der in einem Löschungsverfahren ergangen ist, so ist für die Entscheidung über die Kosten des Verfahrens § § 84 Abs. 2 des Patentgesetzes entsprechend anzuwenden", § 18 Abs. 2 Satz 2 GebrMG.

### Rechtsbeschwerde
Gemäß § 18 Abs. 4 GebrMG findet "gegen den Beschluss des Beschwerdesenats des Patentgerichts, durch den über eine Beschwerde nach Absatz 1 entschieden wird,... die Rechtsbeschwerde an den Bundesgerichtshof statt, wenn der Beschwerdesenat in dem Beschluss die Rechtsbeschwerde zugelassen hat". § 18 Abs. 4 Satz 2 verweist diesbezüglich auf § 100 Abs. 2 und 3 und § 101 bis § 109 PatG. "Die Rechtsbeschwerde ist zuzulassen, wenn
1. eine Rechtsfrage von grundsätzlicher Bedeutung zu entscheiden ist oder
2. die Fortbildung des Rechts oder die Sicherung einer einheitlichen Rechtsprechung eine Entscheidung des Bundesgerichtshofs erfordert", § 100 Abs. 2 PatG.

Gemäß § 100 Abs. 3 PatG bedarf es einer Zulassung zur Einlegung der Rechtsbeschwerde gegen Beschlüsse der Beschwerdesenate des Patentgerichts nicht, wenn einer der unter Ziffer 1 bis 6 dieser Norm (abschließend) aufgelisteten Verfahrensmängel vorliegt und von der beschwerten Partei gerügt wird.

## Materiellrechtliche Grundlagen
Die materiellrechtlichen Grundlagen für die Löschung des angegriffenen Gebrauchsmusters bestimmen sich nach § 15 Abs. 1 und 2 GebrMG.

### Mangelnde Schutzfähigkeit
Ein Popularanspruch auf Löschung des Gebrauchsmusters ist gemäß § 15 Abs. 1 Nr. 1 GebrMG gegeben, wenn der Gegenstand des Gebrauchsmusters nach § 1, § 2 und § 3GebrMG nicht schutzfähig ist. § 1 Abs. 1 GebrMG fordert für die Schutzfähigkeit des Gebrauchsmustergegenstands, dass es sich hierbei um eine Erfindung handelt, die neu ist, auf einem erfinderischen Schritt beruht ("Erfindungshöhe" aufweist) und gewerblich anwendbar ist. Eine Definition dessen, was als "neu" gilt, findet sich unter § 3 Abs. 1 GebrMG. Abs. 2 dieser Vorschrift definiert, was als "gewerblich anwendbar" gilt. Eine Definition des darüber hinaus geforderten "erfinderischen Schrittes" ist dem Gesetz nicht zu entnehmen. Nach höchstrichterlicher Rechtsprechung ist ein eventueller dem Gebrauchsmustergegenstand zugrundeliegender erfinderischer Schritt in mosaikartiger Betrachtung an dem gleichen Stand der Technik zu messen, der nach § 3 GebrMG für die Beurteilung der Neuheit zugrunde zu legen ist. Eine (nicht abschließende) Auflistung von Schöpfungsleistungen, die nicht als schutzfähiger Gebrauchsmustergegenstand im Sinne des GebrMG anerkannt werden, findet sich unter § 15 Abs. 2 Nr. 1 bis 5. (Weitere) Schutzausschließungsgründe sind § 2 GebrMG zu entnehmen.

### Ältere Rechte
Gemäß § 15 Abs. 1 Nr. 2 GebrMG steht ferner jedermann ein Anspruch auf Gebrauchsmusterlöschung zu, wenn "der Gegenstand des Gebrauchsmusters bereits aufgrund einer früheren Patent- oder Gebrauchsmusteranmeldung geschützt worden ist".

### Unzulässige Erweiterung
Des Weiteren ist ein Popularanspruch auf Gebrauchsmusterlöschung gegeben, wenn "der Gegenstand des Gebrauchsmusters über den Inhalt der Anmeldung in der Fassung hinausgeht, in der sie ursprünglich eingereicht worden ist", § 15 Abs. 1 Nr. 3 GebrMG.

### Widerrechtliche Entnahme
Gemäß § 15 Abs. 2 i. V. m. § 13 Abs. 2 GebrMG schließlich ist ein Gebrauchsmusterlöschungsanspruch gegeben, "wenn der wesentliche Inhalt der Eintragung den Beschreibungen, Zeichnungen, Modellen, Gerätschaften oder Einrichtungen eines anderen ohne dessen Einwilligung entnommen ist". In diesem speziellen Fall, bei dem es um "Diebstahl" geistigen Eigentums geht, handelt es sich allerdings nicht um einen Popularanspruch. Vielmehr steht der Löschungsanspruch nur dem Verletzten (Erfinder oder dessen Rechtsnachfolger) zu, § 13 Abs. 2 GebrMG.

## Kosten
Die Kostenfragen zu einem Löschungsantrag sind über die Verweiskette § 17 Abs. 4 GbrMG >> § 84 Abs. 2 und 3 PatG >> §§ 91 ff. ZPO ähnlich denen eines herkömmlichen Zivilprozess gestaltet. Während des Verfahrens trägt jede Partei ihre eigenen Kosten. Der Antragsteller hat die amtliche Gebühr für den Löschungsantrag zu entrichten (2016: 300 €). Entsprechend dem Unterliegensprinzip steht am Ende dem Sieger ein Kostenerstattungsanspruch gegen den Unterliegenden zu.